# Joanna Mucha

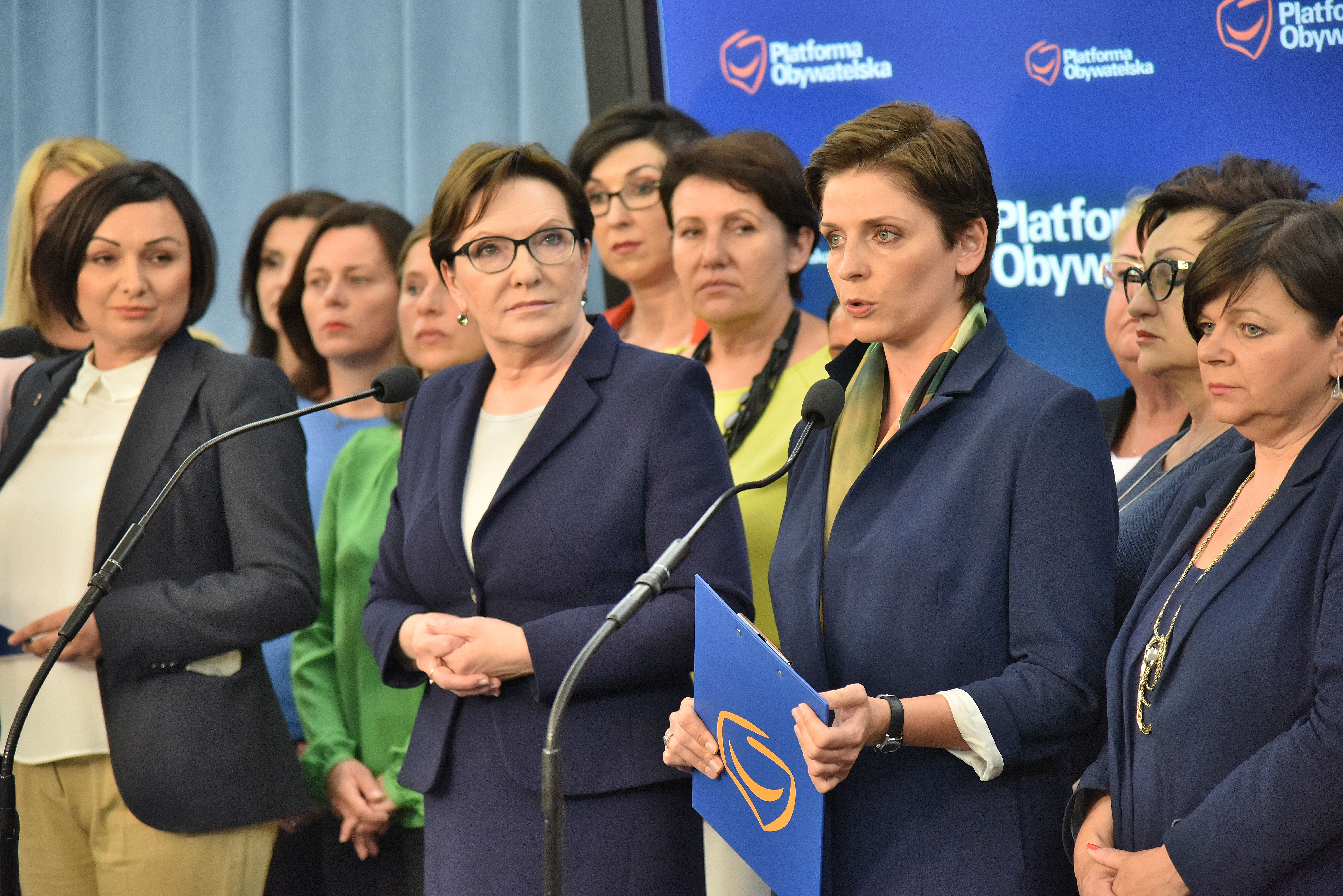
Joanna Mucha z posłankami Platformy Obywatelskiej podczas konferencji prasowej w Sejmie (2016)

Joanna Mucha (ur. 12 kwietnia 1976 w Płońsku) – polska działaczka polityczna i ekonomistka, posłanka na Sejm VI, VII, VIII, IX i X kadencji (od 2007), minister sportu i turystyki w drugim rządzie Donalda Tuska (2011–2013), wiceprzewodnicząca Polski 2050 (od 2022), sekretarz stanu w Ministerstwie Edukacji Narodowej (2023–2025).

## Życiorys
W 2001 ukończyła studia na Wydziale Zarządzania Uniwersytetu Warszawskiego, a w 2006 studia podyplomowe na tej uczelni z zakresu ekonomiki zdrowia. W 2007 na podstawie rozprawy Racjonalizacja publicznej służby zdrowia w Polsce poprzez system dopłat pacjentów do usług medycznych uzyskała na Katolickim Uniwersytecie Lubelskim stopień doktora nauk ekonomicznych. Od czasu ukończenia studiów pracowała jako nauczycielka akademicka.
Była działaczką Unii Wolności. W wyborach samorządowych w 1998 bezskutecznie ubiegała się z listy tego ugrupowania o mandat radnej Płońska. W 2003 wstąpiła do Platformy Obywatelskiej. Współtworzyła i koordynowała projekt „Akademia Janusza Palikota”. W wyborach parlamentarnych w 2007 uzyskała mandat poselski z listy PO, otrzymując w okręgu lubelskim 21 028 głosów.
W wyborach w 2011 z powodzeniem ubiegała się o reelekcję (z wynikiem 45 568 głosów). 18 listopada tego samego roku prezydent Bronisław Komorowski powołał ją na urząd ministra sportu i turystyki w drugim rządzie Donalda Tuska. 27 listopada 2013 została odwołana z tego stanowiska.
W 2015 została ponownie wybrana do Sejmu, otrzymując 43 459 głosów. W Sejmie VIII kadencji została członkinią Komisji Finansów Publicznych, pracowała też w Komisji Nadzwyczajnej do spraw deregulacji (2016–2017). W wyborach do Parlamentu Europejskiego w 2019 bezskutecznie ubiegała się z listy Koalicji Europejskiej jako reprezentantka PO o mandat posła do PE w okręgu obejmującym województwo lubelskie. W wyborach w tym samym roku utrzymała natomiast mandat posłanki na Sejm, kandydując z ramienia Koalicji Obywatelskiej i otrzymując 57 577 głosów.
W grudniu 2019 ogłosiła swój start na funkcję przewodniczącego Platformy Obywatelskiej w styczniu 2020. Zrezygnowała jednak ze startu, udzielając poparcia Borysowi Budce. W styczniu 2021 ogłosiła przejście z PO i KO do ruchu Polska 2050.
W wyborach w 2023 z powodzeniem ubiegała się o poselską reelekcję z ramienia koalicji Trzecia Droga (zdobywając 32 563 głosy). Po tych wyborach odmówiła następnie objęcia mandatu w Parlamencie Europejskim, który zwolnił Krzysztof Hetman. W grudniu 2023 została powołana na stanowisko sekretarza stanu w Ministerstwie Edukacji i Nauki (od stycznia 2024 jako sekretarz stanu w wydzielonym Ministerstwie Edukacji Narodowej). W czerwcu 2025 złożyła rezygnację z tego stanowiska, kończąc urzędowanie w tym samym miesiącu.

## Życie prywatne
Jest córką Bernarda i Barbary. Joanna Mucha jest rozwiedziona. Ma dwóch synów: Stanisława i Krzysztofa. W 2017 nakładem W.A.B. ukazała się jej książka Wszystko się stało.

## Wyniki w wyborach ogólnopolskich
| Wybory | Komitet wyborczy   | Komitet wyborczy      | Organ                            | Okręg | Wynik           |
| ------ | ------------------ | --------------------- | -------------------------------- | ----- | --------------- |
| 2007   |                    | Platforma Obywatelska | Sejm VI kadencji                 | nr 6  | 21 028 (4,19%)  |
| 2011   | Sejm VII kadencji  | Platforma Obywatelska | 45 568 (9,90%)                   | nr 6  |                 |
| 2015   | Sejm VIII kadencji | Platforma Obywatelska | 43 459 (8,91%)                   | nr 6  |                 |
| 2019   |                    | Koalicja Europejska   | Parlament Europejski IX kadencji | nr 8  | 70 341 (10,37%) |
| 2019   |                    | Koalicja Obywatelska  | Sejm IX kadencji                 | nr 6  | 57 577 (10,18%) |
| 2023   |                    | Trzecia Droga         | Sejm X kadencji                  | nr 6  | 32 563 (5,02%)  |